# Ricardo Arias Espinosa
Ricardo Arias Espinosa, né le 5 avril 1912 à Washington, D.C. et mort le 15 mars 1993 à Panama, est un homme politique panaméen, président du Panama du 29 mars 1955 au 1er octobre 1956.